# Panaxia romanovi
Panaxia romanovi là một loài bướm đêm thuộc phân họ Arctiinae, họ Erebidae.